# Nowickia reducta
Nowickia reducta är en tvåvingeart som beskrevs av Louis-Paul Mesnil 1970. Nowickia reducta ingår i släktet Nowickia och familjen parasitflugor. Inga underarter finns listade i Catalogue of Life.